# Vol Aviogenex 130
Le 23 mai 1971, un Tupolev Tu-134 effectuant le vol Aviogenex 130 (JJ 130), un vol charter international entre l'aéroport de Londres-Gatwick, au Royaume-Uni, à l'aéroport de Rijeka, en Croatie (appartenant, à l'époque à la Yougoslavie), s'est renversé et a pris feu lors de l'atterrissage, tuant 78 des 83 passagers et membres d'équipage à bord. Il s’agissait à la fois de la première perte et du premier accident aérien mortel impliquant le Tupolev Tu-134.

## Avion
L'appareil impliqué est un Tupolev Tu-134A, portant le numéro de série 1351205 et immatriculé YU-AHZ. Il avait cumulé un total de seulement 111 heures de vol et 47 cycles (décollage/atterrissage) au moment de l'accident. Il a été neuf livré à Aviogenex (en) le 23 avril 1971 ; et son certificat de navigabilité a été délivré quatre jours plus tard.
Le Tupolev Tu-134 est un avion de ligne biréacteur à fuselage étroit construit en Union soviétique entre 1966 et 1989. En 1968, Tupolev commença à travailler sur une version améliorée du Tu-134, d'une capacité de 72 sièges. Le fuselage fut élargi de 2 m pour une plus grande capacité d'emport de passagers et un groupe auxiliaire de puissance (APU) fut installé dans la queue ; en conséquence, l'autonomie maximale fut réduite de 3 100 à 2 770 km. Les moteurs Soloviev D-30 modernisés étaient désormais équipés d'inverseurs de poussée, remplaçant ainsi l'ancien parachute de freinage. Le premier Tu-134A effectua son premier vol le 22 avril 1969 et son premier vol commercial eut lieu le 9 novembre 1970. 

## Passagers et équipage
Il y avait 76 passagers et sept membres d'équipage à bord du vol 130, dont 72 passagers de nationalité britannique, tandis que les 7 membres d'équipage et les 4 passagers restant étaient de nationalité yougoslaves. Il transportait notamment des touristes britanniques se rendant en vacances à Rijeka, alors troisième ville de la république socialiste de Croatie.
Le commandant de bord et pilote en fonction (PF) est Miloš Markićević (41 ans). Il détient une qualification IFR et totalise 9 230 heures de vol, dont seulement 138 heures sur Tu-134A. Le copilote est Stevan Mandić (34 ans), qui cumulee 2 300 heures de vol, dont 899 heures sur Tu-134A.  
On compte également, dans le cockpit, un pilote en formation, Viktor Tomić, avec seulement 99 heures de vol. Il est supervisé par Ivan Čavajda, le mécanicien navigant de 39 ans, qui cumulé 7 500 heures de vol, dont 1 373 heures sur Tu-134A.

## Accident

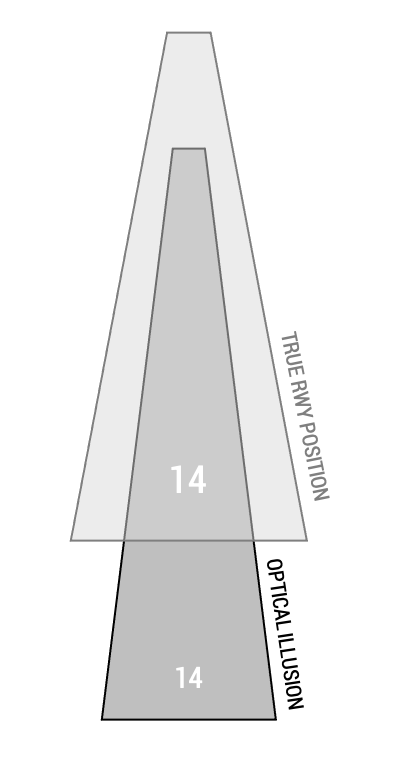
L'illusion d'optique impliquée dans le crash du vol 130 (vue du cockpit).

Le vol 130 a décollé de l'aéroport de Londres-Gatwick à 16 h 33 GMT. Le vol s'est déroulé sans incident, malgré de mauvaises conditions météorologiques au-dessus de l'Europe, jusqu'à l'approche finale vers l'aéroport de Rijeka.
L'équipage a effectué la phase d'approche par mauvais temps, avec la présence de cumulonimbus, de fortes pluies et de turbulences à environ 4 km du seuil de piste. Lorsque l'avion a traversé la zone orageuse, il a pris de l'altitude et un roulis vers la droite. L'équipage a réussi à aligner l'avion avec l'axe de piste, mais n'a pas pu revenir sur la trajectoire de descente de l'ILS. L'avion est donc resté au-dessus de la trajectoire de descente requise, malgré les efforts de l'équipage pour réduire l'altitude en inclinant la gouverne de profondeur vers le bas et en réduisant la puissance.
En raison d'une illusion d'optique probablement causée par le crépuscule, la pluie et la présence d'eau sur la piste, l'équipage a cru qu'il était plus proche et plus haut au dessus de la piste qu'il ne l'était en réalité. Au-dessus de la radioborne centrale, à 1,2 km de la piste 14 et 18 secondes avant l'impact, la puissance du moteur a augmenté et la gouverne de profondeur a été abaissée, ce qui signifie que le pilote a lancé une procédure de remise de gaz. Puis, après seulement trois secondes, à 980 pieds (300 m) de la piste et à une altitude de 200 pieds (60 m) au-dessus du seuil de piste, la puissance a été réduite jusqu'au ralenti et la gouverne de profondeur a été relevée, lorsque le pilote a changé d'avis et a décidé de poursuivre l'atterrissage. En raison des caractéristiques aérodynamiques du Tu-134 et de sa vitesse réduite, l'angle de descente de l'avion est progressivement devenu de plus en plus abrupte.
L'avion a ensuite percuté la piste 14 avec le train principal droit vers 19 h 45, à une vitesse de 140 nœuds (260 km/h) et environ 590 pieds (180 m) avant le point de toucher des roues approprié. L'aile droite s'est détachée à l'impact et le Tupolev s'est retourné sur le dos. Le bout d'aile restant s'est replié contre le fuselage, bloquant la sortie de secours située au-dessus de l'aile. L'appareil glisse ensuite sur 700 m le long de la piste, avant de prendre feu immédiatement après le crash.

## Enquête

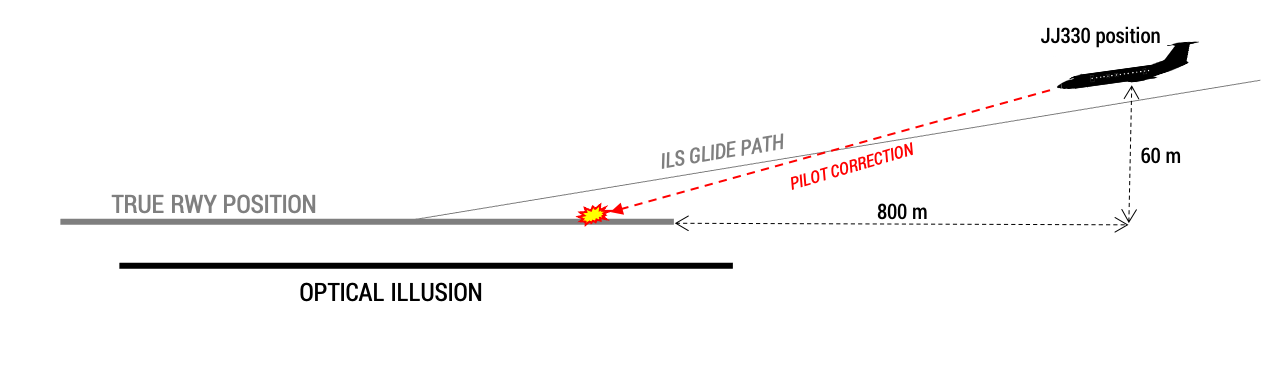
L'illusion d'optique impliquée dans le crash (vue de profil).

L'accident a fait l'objet d'une enquête menée par la Direction générale de l'aviation civile yougoslave et a été soutenu par l'Air Accidents Investigation Branch (AAIB) britannique. Le rapport officiel, publié le 1er décembre 1973, a constaté que, alors que le vol 130 volait sous la pluie au crépuscule, la réfraction de la lumière sur le pare-brise du cockpit a provoqué une illusion d'optique qui a fait paraître la piste plus proche et plus basse (de 200 pieds (60 m)) qu'elle ne l'était en réalité. 
Cela a amené l'équipage à effectuer une correction trop brutale en appliquant une assiette à piqué et en réduisant la puissance sur ralenti durant la phase finale de l'atterrissage. La forte pression exercé sur le manche a fait que l'avion a atteint une vitesse de 167 nœuds (310 km/h) et s'est posé sur la piste à une vitesse de 140 nœuds (260 km/h) avec des forces excessives (charge verticale de 4 g et charge horizontale de 1,5 g) sur le train d'atterrissage droit, ce qui a brisé l'aile droite.
La commission a émis six recommandations, y compris la nécessité pour les pilotes d'étudier les éventuelles illusions qui pourraient être rencontrées lors d'un atterrissage sous une forte pluie. Il n'y a eu aucune mention d'une éventuelle erreur de pilotage. Le commandant de bord, Miloš Markićević, a été jugé non responsable de l'accident et il a finalement repris le vol, mais dans l'aviation d'affaires.
Les enquêteurs n'ont pas pu déterminer pourquoi l'équipage n'avait pas exécuté la procédure de remise de gaz, alors que son approche était non stabilisée.